# Vasiukiv, Sribne
Vasiukiv (în ucraineană Васюків) este un sat în comuna Oleksînți din raionul Sribne, regiunea Cernihiv, Ucraina.

## Demografie
Componența lingvistică a localității Vasiukiv
     Ucraineană (100%)
Conform recensământului din 2001, toată populația localității Vasiukiv era vorbitoare de ucraineană (100%).